# 安西叶翔
安西 叶翔（あんざい かなと、2004年11月13日 - ）は、京都府京都市左京区出身の日本のプロ野球選手（投手・育成選手）。右投右打。北海道日本ハムファイターズ所属。

## 経歴

### プロ入り前
1年生から野球を始め、「北白川ベアーズ」に所属していた。6年時には4番と捕手を務め、京都選抜に選ばれた。岡崎中学校時に、軟式クラブチームの「京都ベアーズ」に所属。そこから、投手としてプレー。成長時の関節痛に悩まされる時期もあったが、3年時にの文部科学大臣杯全日本少年軟式野球大会に参加し、ベスト16入りを経験した。
静岡県の常葉大菊川高校への進学後、1年秋から静岡県大会にベンチ入りした。その過する。東海大会では背番号1で試合に挑むも、三重海星高校との初戦で敗退。2年夏に静岡県大会に出場。シーズン終了後にサイドスローに転向。3年夏の静岡県大会では再び背番号1を背負って出場。しかし、優勝候補と言われた矢先に新型コロナウイルスが寮内で発生し、チームメイトと共に濃厚接触者扱いとなる。その後、チームは多数の選手、監督（発熱のため）不在の11人の中、3回戦まで突破するも、4回戦の静清高校に敗れた。その後、9月5日にプロ志望届を提出。
2022年のNPBドラフト会議で北海道日本ハムファイターズから4位指名を受けた。誕生日である11月13日に契約金3500万円、年俸530万円で入団に合意した（金額は推定）。同学校から直接プロ入りした選手は2014年の桒原樹以来2人目。背番号は54。

### プロ入り後
プロ入り後は右肘の故障などでなかなか結果を出せず、2024年6月27日に右肘内側側副靱帯再建術（トミー・ジョン手術）、共同腱修復術を受けた。10月22日にリハビリに専念するため一度戦力外通告を受け、育成選手として再契約を締結した。背番号は154。

## 選手としての特徴
186cmと長身だが、サイドスローから最速151km/hのストレートを投げ、スライダー、カーブ、ツーシーム、チェンジアップ、スプリットと多彩の変化球を持っている。高校2年時に、サイドスローに転向したことで、制球難が克服された。指名挨拶時には「北の斎藤雅樹を目指す」と話している。

## 詳細情報

### 背番号
- 54（2023年[5] - 2024年）
- 154（2025年[8] - ）